# 일본의 난독 지명
일본의 난독 지명(難読地名、なんどくちめい)이란, 일본의 지명 중에, 한자가 통상의 읽기를 하지 않기에(난독 한자) 읽기 힘들게 되어있는 지명이다.

## 개설
일반적으로, 자연어에서는, 발음(읽기)와 표기(철자, 한자)가 일대일로 대응하지 않는다. 표의문자를 사용하는 언어는 물론, 발음에 대응하는 규칙적인 표기가 존재하는 표음문자를 사용하는 언어에서도, 실제로는 단어의 발음과 표기가 괴리가 있는 경우가 있다. 표의문자, 표음문자에 관계 없이, 이와 같은 괴리가 심한 경우, 그 단어의 읽기를 모르는 사람에게 있어서는, 그 단어를 정확하게 읽는 것은 곤란하다.

## 일본어 난독 지명
한자의 전래 이래, 만요가나와 같은 아테지를 붙이거나, 서상 지명(좋은 의미의 단어로 만들어진 지명)으로 해서, 좋다고 간주되는 글자를 넣는 등의 일이 1000년 이상에 걸쳐 계속 행해져 왔다. 사람들의 행동 범위가 좁은 시대는 고장에 어떠한 표기를 하려고 그다지 문제로는 되지 않았지만, 문명의 발달에 의해 사람들의 행동 범위의 확대에 따라 난독 지명의 많음이 인식되게 되었다. 지방에 따라서 같은 철자나 한자를 다른 읽기 방법을 하거나, 같은 음에 다른 철자나 글자를 넣거나, 방언에 따라 음이 변화하거나, 역사에 유래해서 상용한자 외의 한자를 넣는 등의 예가 있다.
수많은 언어 표현의 안에서도 난독어가 많이 존재하는 것은 일본어 정도이고(일본에서는 난독 지명만 수록한 「난독 지명 사전(難読地名辞典)」이 간행되었다), 중국어에서는 한자의 읽는 방법은 규칙적으로, 일본처럼 다른 언어 체계에 대해서 한자를 사용한 한국어에서도, 대부분 하나의 한자에 대해서 하나의 읽는 방법 밖에 사용되고 있지 않다.
옛날부터 그 지역에 살고 있던 주민들은 딱히 난독 지명이라고는 생각하고 있지 않고, 외부 인간에게서 지적되어 처음 난독 지명이란 것을 알게 되는 사례도 적지 않다. 예를 들면, 미야기현 출신으로 저명한 만화가로 된 오노데라 쇼타로는, 고향의 이시노모리정에서 이름을 따 오랫동안 「이시노모리 쇼타로(石森(いしのもり)章太郎)」라는 필명을 사용하고 있었으나, 이시노모리(石森)의 읽는 방법을 모르는 전국의 독자나 출판사의 관계자에게서는 「이시모리(いしもり)」라고만 불렸기에, 부득이하게 데뷔 30주년을 맞이한 1985년부터 필명을 「石ノ森章太郎(이시노모리 쇼타로)」로 변경하고, 결국 「이시노모리(いしのもり)」라고 불러지게 되었다는 에피소드가 있다(이시노모리 쇼타로의 항목을 참조).
지명을 잘못 읽은 것으로 사기 범죄가 발각되고, 체포된 사례도 있다.

### 난독 지명으로 되기 쉬운 예
읽기 힘듦의 이유는,
- 표기(철자나 문자)의 읽는 방법이 일반적인 읽기 방법과 다른 경우(예, 미요시시(三次市)· 히로시마현)
- 일반적으로 사용되지 않는 표기(복잡한 철자나 상용한자 이외의 한자)를 사용하고 있는 경우(예, 소사시(匝瑳市) · 지바현)
- 잘못 읽기를 하기 쉬운 경우(예, 미네시(美祢市) · 야마구치현)

등을 드는 것이 가능하나, 명확한 정의는 없다.

#### 그다지 알려지지 않은 문자가 사용되는 경우
이 경우의 문자는 거의 한자에 한정되고, 그 대부분은 상용한자 외의 한자를 포함하는 지명이다. 상용한자 외의 한자를 포함한다는 것은, 즉 의무 교육에 있어서 습득하는 지식만으로는 읽을 수 없다는 것으로, 예를 들어 그 한자의 본래의 읽는 방법이 있었다고 해도 난독 지명으로 되는 경우가 있다.
사용 빈도가 꽤 낮은 한자가 사용되는 지명도 적지 않게 존재하고, 그들은 대부분 일본인에게 있어서 난독 지명으로 된다. 그러나 상용한자가 아니어도 비교적 대부분의 일본인이 인지하고 있는 한자도 많고, 단순히 상용한자 외의 한자를 사용하고 있는 것만으로는 난독 지명이라고 할 수 없다.

#### 문자의 읽는 방법이 일반적인 읽는 방법과 다른 경우

##### 통상의 음훈에 없는 읽는 방법으로 돼있는 예
상용한자만으로 표기돼있어도, 그 상용한자의 음훈으로 제정돼있지 않은 읽기로 돼있는 지명은 많이 존재한다. 이와 같은 읽기를 포함하는 경우도 난독 지명이라고 하나, 이도 실제로는 비교적 대부분의 일반 대중이 인지하고 있는 읽기도 많다. 아래에 그 예를 적어둔다(특정 지역만 많이 존재하는 특수한 읽는 방법은 다른 항목에 적어둔다). 방언이나 오기, 오독이 정착한 예도 이곳에 포함된다.
- 「戸」 = 「へ(헤)」 「べ(베)」
- 「生」 = 「お(오)」 「ふ(후)」 「ぶ(부)」 「ゆう(유-)」(「ゆ(유)」가 요음화한 것도 포함) 「にゅう(뉴-)」 「なり(나리)」[6]
- 「水」 = 「み(미)」 「みな(미나)」 「うず(우즈)」
- 「海」 = 「み(미)」
- 「砂」 = 「さご(사고)」
- 「石」 = 「いわ(이와)」 「し(시)」
- 「門」 = 「と(토)」
- 「飯」 = 「いい(이-)」 「い(이)」
- 「城」 = 「き(키)」
- 「部」 = 「へ(헤)」 「べ(베)」
- 「辺」 = 「へ(헤)」 「なべ(나베)」
- 「神」 = 「ごう(고-)」
- 「館」 = 「たて(타테)」 「だて(다테)」 「たち(타치)」
- 「任」 = 「とう(토-)」
- 「谷」 = 「やつ(야쓰)」 「やち(야치)」 「や(야)」(※ 접속(접미)형으로 「がや(가야)」 「がい(가이)」가 있다)
- 「別」 = 「べ(베)」
- 「上」 = 「かん(칸)」 「こう(코-)」
- 「玄」 = 「くろ(쿠로)」
- 「河」 = 「こう(코-)」
- 「肥」 = 「い(이)」
- 「分」 = 「いた(이타)」
- 「鹿」 = 「が(가)」
- 「街」 = 「また(마타)」
- 「新」 = 「にゅう(뉴-)」
- 「三」 = 「そう(소-)」
- 「埼」 = 「ざき(자키)」
- 「須」 = 「ぞ(조)」
- 「厚」 = 「あっ(앗)」(촉음; 두 음의 「あつ(아쓰)」가 아니다)
- 「沢」 = 「さ(사)」

##### 음훈이 변화하고 있는 예
통상 음훈의 사이에 「の(노)」 「が(가)」 등이 들어가 있는 것이 있다(예: 「아마가사키(尼崎)」 = 「あまがさき」, 「가카미가하라(各務原)」 = 「かかみがはら」, 「이치노미야(一宮)」 = 「いちのみや」, 「시모노세키(下関)」 = 「しものせき」). 통상의 음훈의 일부가 빠져있거나, 읽기가 변화하거나 해서 난독으로 되는 예도 많이 존재한다(예: 「오와세(尾鷲)」 = 「おわせ」, 「가노야(鹿屋)」 = 「かのや」, 「야이즈(焼津)」 = 「やいづ」, 「구모치(熊内)」 = 「くもち」).

##### 표기와 읽기가 본래 무관계한 예
지명의 표기로, 그 지명 자체는 아니고, 마쿠라코토바, 아칭(본명 이외의 문학적인 표현(후지산(富士山)을 ‘후요봉(芙蓉峰)’이라고 하는 것 등)), 별명 등의 표기를 사용하는 것이 있다(예: 「아스카(飛鳥)」 = 「あすか」, 「야마토(大和)」 = 「やまと」, 「우즈마사(太秦)」 = 「うずまさ」, 「사카리(十八女)」 = 「さかり」, 「스스키노(薄野)」 = 「すすきの」).

##### 일본어 이외의 지명에 한자가 넣어진 예
후술할 류큐어, 아이누어 외에, 소수이지만 영어 등에 한자가 넣어진 지명도 있다(예: 「스미스섬(須美寿島)」 = 「スミスとう」).
그러나, 반드시 난독이라고는 한할 수 없고, 간단한 한자가 넣어져 통상의 읽기를 하는 지명도 많다.

##### 잘 알려진 말과 다른 읽기를 하는 예
「彦山(히코야마(ひこやま), 히코산(ひこさん)」, 「八幡(하치만(はちまん), 야하타(やはた), 야와타(やわた)」, 「名東(메이토(めいとう), 묘도(みょうどう))」, 「大山(오오야마(おおやま), 다이센(だいせん))」, 「川内(가와우치(かわうち), 센다이(せんだい))」, 「국부(国府)」(고쿠후(こくふ), 고쿠부(こくぶ), 고(こう)), 「후추(府中)」(후추(ふちゅう), 고(こう)), 「国分」(고쿠분(こくぶん), 고쿠후(こくふ), 고쿠부(こくぶ)), 「富田」(도미타(とみた), 도미다(とみだ), 돈다(とんだ)), 「富山」(도야마(とやま), 도미야마(とみやま), 도미산(とみさん)), 「外山」(도야마(とやま), 소토야마(そとやま), 도노야마(とのやま)), 「神戸」(고베(こうべ), 고도(こうど), 고토(ごうと), 고도(ごうど), 간베(かんべ), 간도(かんど), 간토(がんと), 간도(がんど)) 등, 전혀 다른 복수의 읽기가 있는 지명도, 하나 밖에 모르는 사람에게 있어서는 지방이 난독으로 된다.

##### 지역 별 특수한 읽기 방법
- 혼슈 · 시코쿠 · 규슈
주로 지형의 의미를 포함한 지명이 나라 시대의 와도 6년(713년)에 「중국을 배워 군향(郡鄕)명을 호자(好字, 좋은 글자, 상서로운 글자)로 써라」라는 와도 관명으로 억지로 아테지 두 문자로 치환된 지명이 많고, 그들의 지명이 많이 남아있다. 고어에서는 난독이 아니었던 읽기에서도, 사어로 되면서부터 기간이 긴 경우는 읽기를 모르는 사람이 늘고, 난독 지명으로 되는 경우가 있다.
난독 지명 이외에, 규슈에서는 「原」를 「하루(はる)」 또는 「바루(ばる)」라고 읽는 일이 많다(예: 「나카바루(中原)」=「なかばる」, 「하루다(原田)」=「はるだ」). 산인 지방에서는, 「山」을 「센(せん)」이라고 읽는다(예: 「다이센(大山)」=「だいせん」, 「히루젠(蒜山)」=「ひるぜん」, 「효노센(氷ノ山)」=「ひょうのせん」).
- 홋카이도 · 도호쿠 지방 북부
아이누어로 사용되던 지명에 한자를 넣을 때, 통상은 사용하지 않는 읽기 방법을 하거나, 사용 빈도가 낮아서 일반 대중에게 그다지 인지되지 않은 한자를 사용하거나 해서 난독 지명으로 되는 일이 많다.
아이누어 지명도 참조.
- 오키나와
류큐어 독자의 어휘나 음운이 사용되는 경우에 난독 지명으로 된다. 일본어 풍으로 읽기 방법을 바꾸는 예도 눈에 띄나, 현지에서는 옛날의 부르는 법으로 하고 있는 것도 많다. 상세하게는 오키나와현 난독 지명 목록 참조.
예
  - 城＝「구스쿠(グスク)」 도미구스쿠시(豊見城市) 등
  - 東＝「아가리(アガリ)」 아가리자키(東崎) 등
  - 西＝「이리(イリ)」 이리오모테섬(西表島), 이리자키 · 이리사테이(西崎) 등

외에 규슈와 비슷하게, 「原」를 「하루(はる)」 「바루(ばる)」라고 읽는 일도 많다(예: 「하에바루(南風原)」=「はえばる」, 「요나바루(与那原)」=「よなばる」).
또 류큐어의 급격한 음운 변화에 따라, 한자를 넣은 당초(1500년 경)의 발음에서 괴리가 있는 경우도 난독 지명으로 된다[7][8].
예
  - 今帰仁＝「이마킨진(いまきんじん)→나키진(なきじん)」
  - 勢理客＝「제리카쿠(ぜりかく)→짓차쿠(じっちゃく)」
  - 保栄茂＝「보에모(ぼえも)→빈(びん)」

### 본래라면 난독 지명으로 되는 지명
난독 지명으로의 조건을 채우고 있어도, 그 지명의 읽는 방법을 누구든지 알고 있는, 즉 고유 지명으로의 인지도가 높고, 읽을 수 있는 것이 일반 상식으로 되어있기에, 난독 지명으로 취급되지 않는 지명도 있다. 드문 문자를 쓰는 예로 「시오가마(塩竈)」 「기후(岐阜)」 「오사카(大阪)」 「에히메(愛媛)」 「사이타마(埼玉)(본래의 읽기인 「사키타마(さきたま)」의 쪽이 인지도가 낮다)」 등, 드문 읽기를 하는 예로 「삿포로(札幌)(さっぽろ)」 「왓카나이(稚内)(わっかない)」 「히로사키(弘前)(ひろさき)」 「神戸(고베. 외에도, 「간베(かんべ)」 「고도(ごうど)」라고 읽는 사례 존재)」 「大分(오이타. 비슷하게 「다이부(だいぶ)」라고 읽는 사례 존재)」 「別府(벳푸 · 베후. 그 외에 드문 읽는 방법을 하는 사례 존재)」 「하카타(博多(はかた)」 등이 있다.

## 일본의 난독 지명 목록
- 홋카이도의 난독 지명 목록
- 도호쿠 지방의 난독 지명 목록
- 간토 지방의 난독 지명 목록
- 주부 지방의 난독 지명 목록
- 긴키 지방의 난독 지명 목록
- 주고쿠 지방의 난독 지명 목록
- 시코쿠 지방의 난독 지명 목록
- 규슈 지방의 난독 지명 목록
- 오키나와현의 난독 지명 목록

## 같이 보기
- 지명
- 지명학
- 특이한 지명
- 유령 한자
- 일본의 지방 공공단체
- 일본의 시정촌의 폐치분합
- 일본의 소멸한 군의 목록
- 일본의 폐지 시정촌 목록

### 내용주
1. ↑  예를 들면 「吉」 ＝ 「よし(요시)」, 「衣」 ＝ 「きぬ(키누)」 등도 상용한자표에 기재돼있지 않은 표외 읽기도 있다[5]。
2. ↑  지명 「스스키노(すすきの)」의 「스스키」(すすき)의 한자 표기 「薄」는 일본 독자의 한자 표기이다(중국어에서는 「芒(中國芒)」).

### 참조주
1. ↑  요시다 노부오(吉田誠夫) 『어른의 즐거운 배움 24 한자의 복습(おとなの楽習 24 漢字のおさらい)』 지유코쿠민샤(自由国民社), 2012년, 146페이지
2. ↑  가나모지론(カナモジ論), 아테 한자의 여러 가지와 그 해(アテ漢字のイロイロと　そのガイ)  가나모지가이(カナモジカイ)
3. ↑  지명을 잘못 읽은 소년과의 대화에 위화감... "받은 아이" 체포로 협력! 택시 운전수에게 감사장 【니가타】 (22/06/28 19:13)(地名を間違える少年とのやりとりに違和感… “受け子”逮捕に協力!タクシー運転手へ感謝状【新潟】 (22/06/28 19:13）) 니가타 종합 TV
4. ↑  도쿄도 출판(東京堂出版) 「난독 지명 사전(難読地名辞典)」 1978년 재판 범례의 하나, 선택의 기준(凡例の一、選択の基準)에서
5. ↑  “상용한자표(헤이세이 22년(2010년) 내각 고지 제2호)(常用漢字表（平成22年内閣告示第2号）)” (PDF). 일본 문화청. 2010년 11월 30일. 2022년 3월 12일에 원본 문서 (pdf)에서 보존된 문서. 2022년 3월 16일에 확인함.
6. ↑  개인의 블로그입니다 참고로 : “보관된 사본”. 2020년 10월 5일에 원본 문서에서 보존된 문서. 2024년 6월 12일에 확인함. 「生」 한자의 읽는 방법은 몇 가지? 100종류를 가볍게 넘어 150종류 이상!!(「生」の漢字の読み方は何通り？100種類を軽く超え150種類以上！！)
7. ↑  다와타 신이치로(多和田眞一郎) 『지명으로 생각하는 오키나와어의 변천 ―예를 들면, '제리카쿠'(ぜりかく、勢理客)가 '짓차쿠'(じっちゃく)로 되기까지―(地名で考える沖縄語の移り変り―例えば、「ぜりかく」（勢理客）が「じっちゃく」になるまで―)』 게이스이샤(溪水社), 2012년, i페이지
8. ↑  『지명으로 생각하는 오키나와어의 변천 ―예를 들면, '제리카쿠'(ぜりかく、勢理客)가 '짓차쿠'(じっちゃく)로 되기까지―(地名で考える沖縄語の移り変り―例えば、「ぜりかく」（勢理客）が「じっちゃく」になるまで―)』 103-110페이지

## 참고 문헌
- 도쿄도 출판(東京堂出版) 「난독 지명 사전(難読地名辞典)」 1978년 재판